# Aserbaidschaner in Armenien

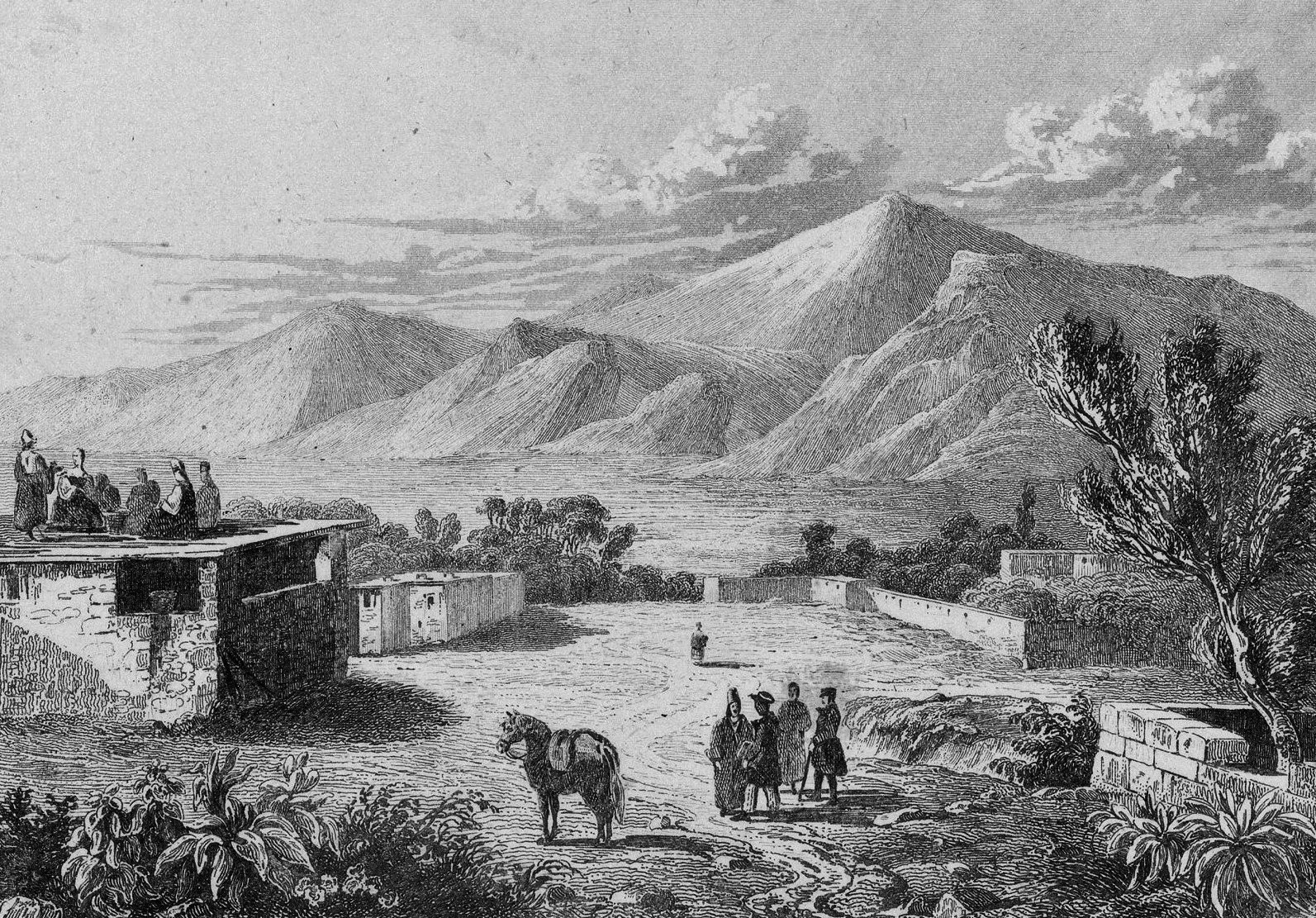
Blick auf den Ararat von einem tatarischen Dorf bei Eriwan, 1838

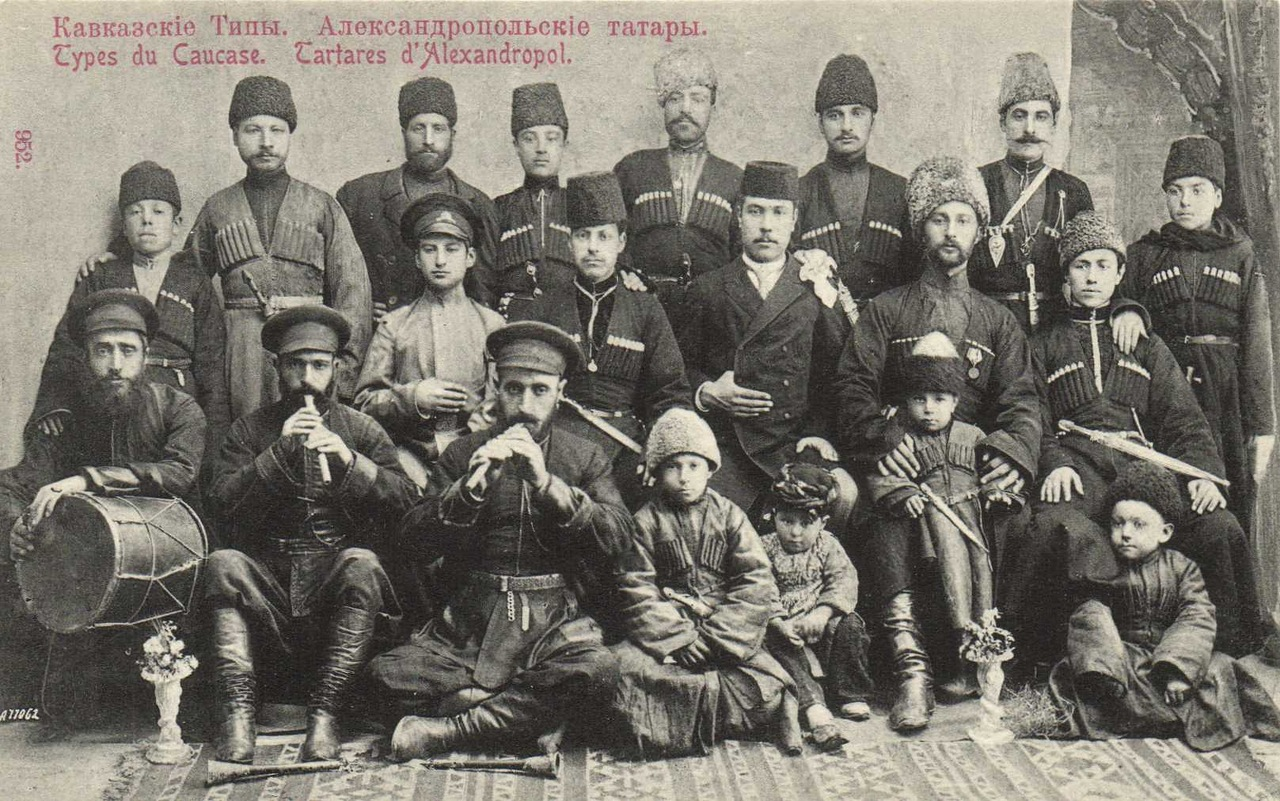
Tataren in Alexandropol, russische Postkarte

Die Aserbaidschaner in Armenien (aserbaidschanisch Ermənistan azərbaycanlıları oder Qərbi azərbaycanlılar, „West-Aserbaidschaner“) waren Staatsbürger der Sowjetunion mit aserbaidschanischer Herkunft und aserbaidschanischer Muttersprache, die in der Armenischen Sozialistischen Sowjetrepublik lebten und traditionell meist Schiiten waren. 1979 erklärten sich über 160.000 Menschen in der Armenischen SSR – gut 5 % der Bevölkerung – als Aserbaidschaner, womit sie die größte Minderheit in Armenien bildeten. Zwischen 1988 und 1991, zu Beginn des Bergkarabachkonflikts, verließen fast alle von ihnen Armenien in Richtung Aserbaidschan – ähnlich, wie dies in umgekehrter Richtung die Armenier in Aserbaidschan taten. Laut UNHCR belief sich im Jahre 2004 die Zahl der Aseris in der heutigen Republik Armenien auf etwa 30 bis wenige hundert Menschen, die meisten davon in Mischehen oder im hohen Alter. Fast alle haben ihren Namen geändert, um nicht als Aseris erkennbar zu sein.

## Geschichte

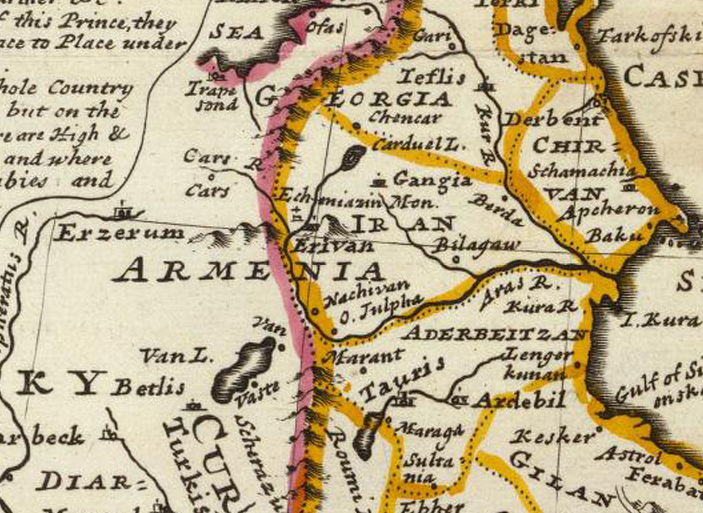
Nördlich des Arax: Chirvan mit Baku und Iranisch Armenien mit Erivan; südlich des Arax: Aderbeitzan mit Tauris (Täbris), H. Moll Geographer, London 1736.

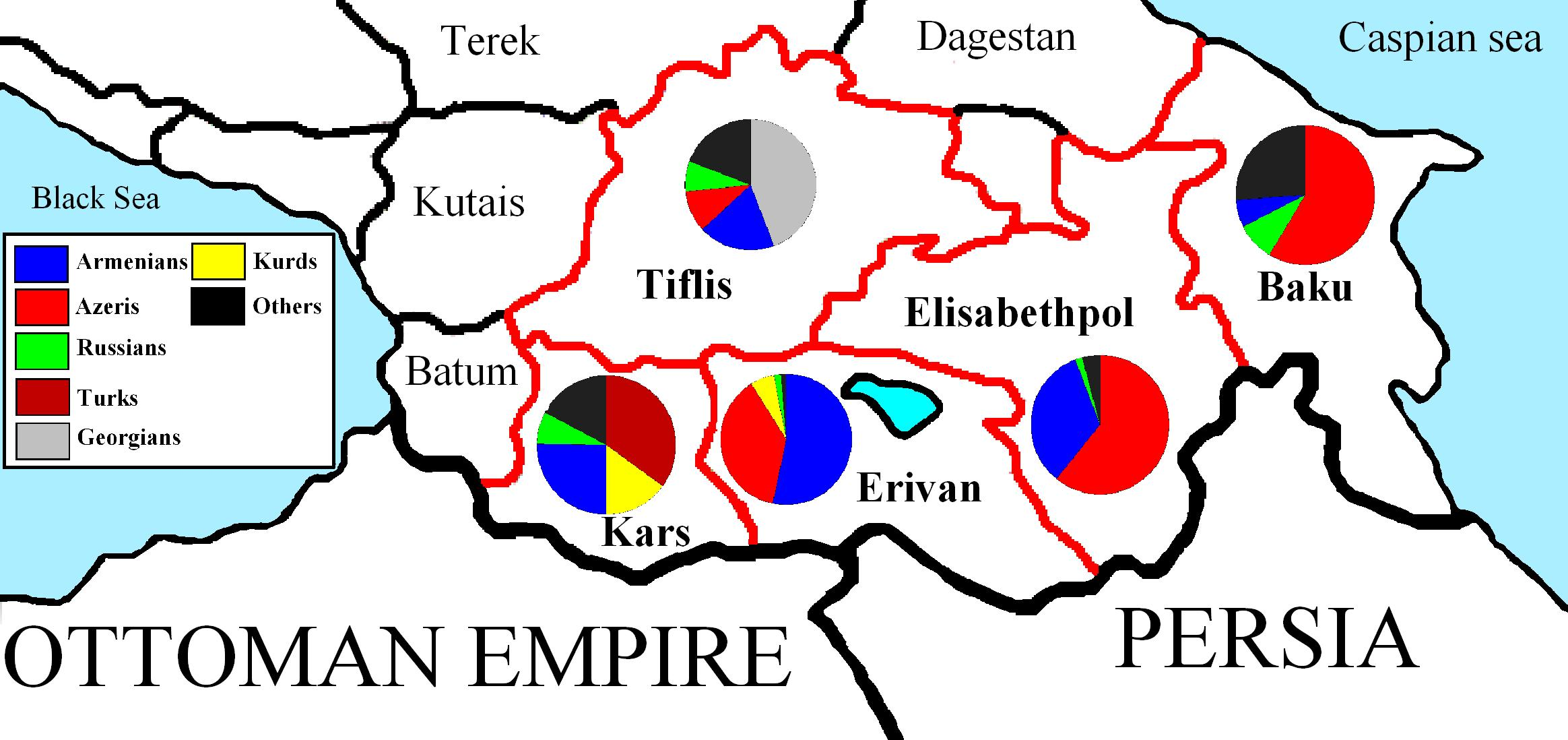
Ethnische Zusammensetzung der Bevölkerung in den russischen Provinzen Transkaukasiens nach der Volkszählung 1897

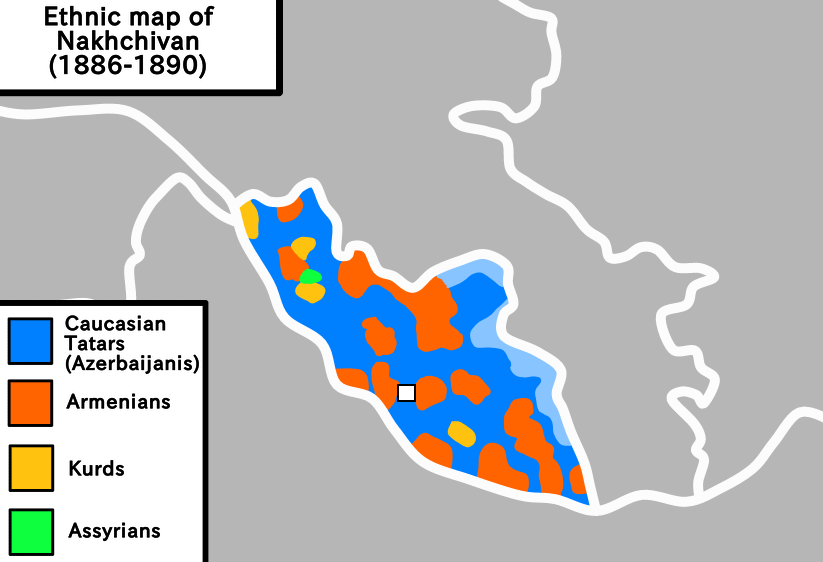
Ethnische Mehrheitsverhältnisse in Nachitschewan um 1897

Transkaukasien hatte über Jahrhunderte sowohl im Gebiet des heutigen Armeniens als auch Aserbaidschans eine ethnisch gemischte Bevölkerung. Während es eine armenische – seit dem 4. Jahrhundert christianisierte – Bevölkerung in der Region seit dem Altertum gab, geht die turksprachige Bevölkerung auf die Landnahme der Seldschuken im 11. Jahrhundert zurück, in deren Folge das zuvor hier wahrscheinlich vorherrschende iranische Altaserbaidschanische durch die heute als Aserbaidschanisch bezeichnete Turksprache verdrängt wurde und sich der schiitische Islam gegen den zuvor hier praktizierten Zoroastrismus durchsetzte. Bis Mitte des 14. Jahrhunderts überwogen die christlichen Armenier in der Region, doch spätestens mit Timurs Eroberungszügen wurden Muslime zur Mehrheitsbevölkerung. Eine starke und kontinuierliche armenische Präsenz gab es aber mit den bis ins 18. Jahrhundert bestehenden christlichen Fürstentümern der armenischen Meliks in Bergkarabach.
Um 1800 lebten im damaligen Iranisch-Armenien, das neben Eriwan auch Nachivan, Gangia (später Jelisawetpol) und das ganze heutige Aserbaidschan zwischen Kura und Arax umfasste (also ohne den Osten um Baku am Kaspischen Meer, das damalige Schirwan), nach Schätzungen etwa 20 % armenische Christen und 80 % schiitische Muslime. Die persischen Erhebungen berücksichtigten nur die Religion und nicht die Sprache, so dass durch die Mitgliederzahl der Armenischen Apostolischen Kirche die Zahl der Armenier erfassbar war, während die Muslime nicht nach Turksprachigen, Persischsprachigen oder Talischen unterschieden wurden.
Durch die Verträge von Gulistan 1813 und Turkmentschai 1828 verlor Persien die Gebiete nördlich des Arax – Chirvan mit Baku und Iranisch-Armenien – wie auch das am Kaspischen Meer, südlich von Arax und Kura gelegene Talisch (vormaliges Nordost-Aderbeitzan) an Russland, so dass erstmals die dortige turksprachige Bevölkerung teils unter nunmehr russischer, teils weiterhin unter persischer Herrschaft lebte. In der Folge wanderten viele Armenier aus den noch persischen Gebieten, aber auch aus Türkisch-Armenien nach Russisch-Armenien aus, während Muslime den umgekehrten Weg einschlugen. Infolgedessen waren in der Armenischen Oblast, die größere Teile des heutigen Armeniens mit Jerewan sowie Nachitschewan und Igdir umfasste und 1840 zur Gubernija Eriwan umorganisiert wurde, die Armenier bald wieder in der Mehrheit. Bei den russischen Zählungen wurde auch die Sprache erhoben. Im Russischen Kaiserreich wurden die turksprachigen Schiiten der Kaukasusregion als Tataren (татары) bezeichnet, während nach der Oktoberrevolution 1917 die Bezeichnung Aserbaidschaner (азербайджанцы, azərbaycanlılar) oder Aseris (azərilər) eingeführt wurde. Die Armenier bezeichneten dagegen die Aseris meist als „Türken“ oder „Osttürken“. Transkaukasien hatte eine hinsichtlich Religion und Sprache gemischte Bevölkerung, wobei laut Volkszählung 1897 in der Gubernija Eriwan die Armenier, in der Gubernija Jelisawetpol und der Gubernija Baku dagegen die Tataren (nach heutigem Verständnis die Aseris) die Mehrheit bildeten. Um die Jahrhundertwende lebten in der Gubernija Eriwan etwa 300.000 Tataren, womit sie 37,5 % der Bevölkerung ausmachten. Während es aber beispielsweise in Schuscha in Bergkarabach in der Gubernija Jelisawetpol mit seinen 25.656 Einwohnern laut der russischen Enzyklopädie Brockhaus-Efron zur Jahrhundertwende eine armenische Mehrheit von 56,5 % gegenüber 43,2 % Muslimen gab, lebten in der armenischen Hauptstadt Eriwan etwa 29.000 Einwohner, davon 36 % Tataren, 52 % Armenier, 6 % Kurden, 4 % Perser und 2 % Russen. Neben 2 orthodoxen und 6 armenisch-apostolischen Kirchen gab es in der Stadt 7 schiitische Moscheen, aber keine sunnitische.
Dem Kaukasusforscher Thomas de Waal zufolge war das 20. Jahrhundert eine Periode der Marginalisierung, Diskriminierung, Massen- und oft auch Zwangsmigration für Aserbaidschaner in Armenien. Die meisten Tataren lebten in ländlichen Gebieten von der Landwirtschaft oder von der Teppichweberei. Fast alle waren Schiiten, doch gab es vor allem um Talin, aber auch in Schirak und am Wedi Sunniten. Luigi Villari berichtete 1905, dass in Eriwan die Tataren generell wohlhabender waren als die Armenier und nahezu sämtliches Land besaßen.
Die Beziehungen zwischen christlichen Armeniern und muslimischen Tartaren waren weithin gespannt und mündeten im Laufe der Russische Revolution 1905 in die bis 1907 andauernden armenisch-tatarischen Massaker, bei denen 128 armenische und 158 tatarische Dörfer zerstört oder geplündert wurden und etwa 3000 bis 10.000 Menschen starben, wobei die Zahl der Opfer auf Seiten der schlecht organisierten Tataren höher war.

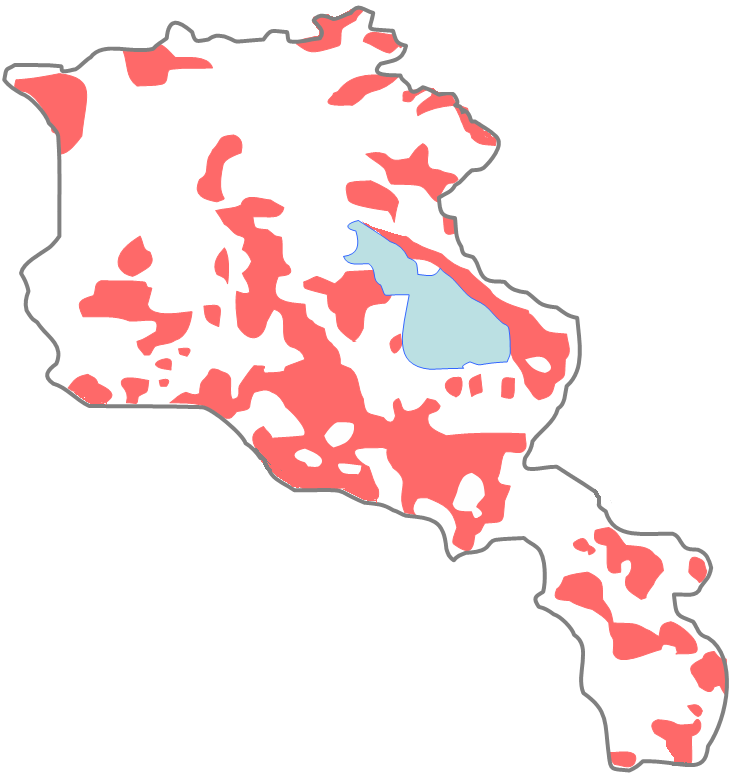
Muslime (Tataren, Kurden und Perser) in der Gubernija Eriwan (hier aktuelle Grenzen Armeniens), 1886–1890.
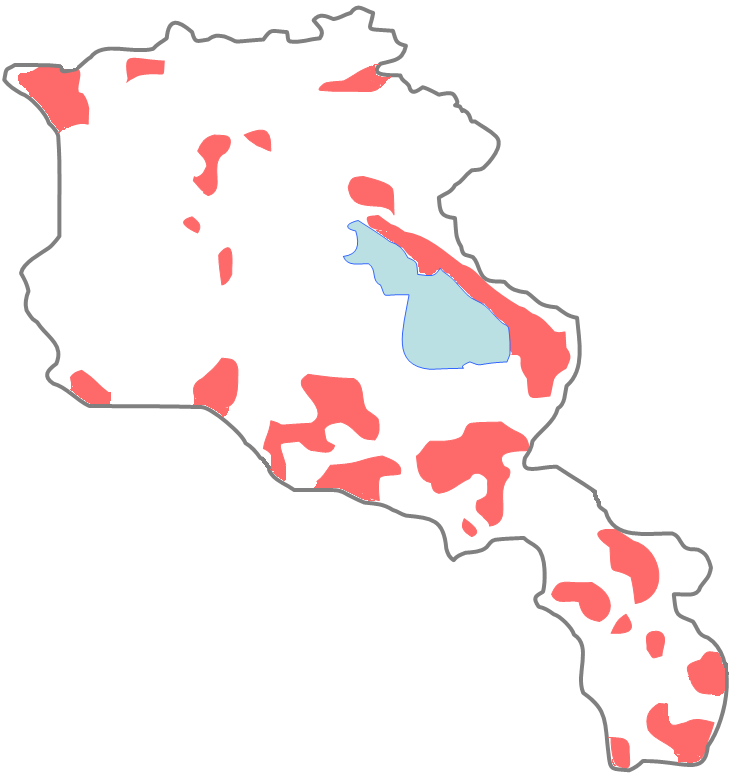
Aserbaidschaner in der Armenischen SSR, 1926.
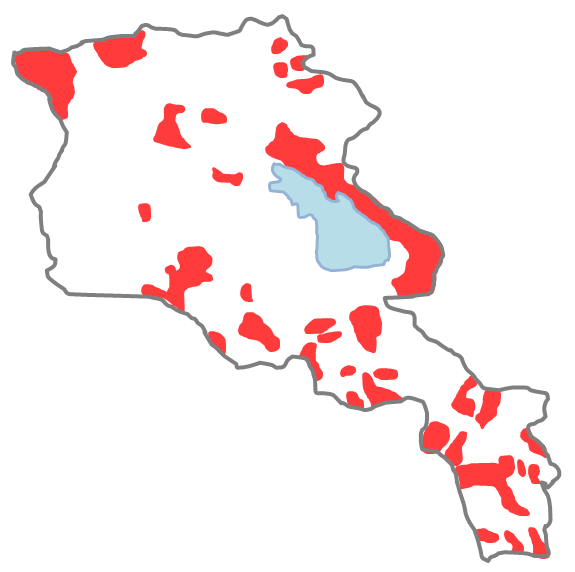
Aserbaidschaner in der Armenischen SSR, 1962.

### Demokratische Republik Armenien
Die Demokratische Republik Aserbaidschan und die Demokratische Republik Armenien führten von 1918 bis 1921 gegeneinander Krieg um die Regionen Nachitschewan, Sangesur (Sjunik), und das Gebiet um Gasach, die alle eine gemischte Bevölkerung aus Armeniern, Aserbaidschanern und Qizilbash Türken aufwiesen. 1920 eroberte die 11. Rote Armee das Gebiet. In den Verträgen von Moskau (16. März 1921) und Kars (23. Oktober 1921) zwischen der Russischen Sozialistischen Föderativen Sowjetrepublik und der Türkei wurde die Zugehörigkeit des Ujesd Nachitschewan und des benachbarten Basch-Noraschen zu Aserbaidschan festgelegt. Auch Karabach wurde Aserbaidschan zugeschlagen, während Sangesur (Sjunik), das von Februar bis Juli 1921 von armenischen Aufständischen als Republik Bergarmenien gehalten wurde, an Sowjetarmenien kam.
Infolge des Völkermords an den Armeniern im Osmanischen Reich und des Vormarschs der türkischen Armee 1918 strömten zehntausend armenische Flüchtlinge in die Demokratische Republik Armenien. Andere Armenier flohen vor Pogromen in Aserbaidschan, so 1918 in Baku und 1920 in Schuscha. Ein großer Teil der Aserbaidschaner in Armenien floh nach Aserbaidschan. Die armenischen Strategen Andranik Ozanian und Rouben Ter Minassian waren damit betraut, armenische Flüchtlinge aus Westarmenien in Ostarmenien anzusiedeln. Bekannt war Andranik ab Mitte 1918 u. a. für die Zerstörung muslimischer Siedlungen während der Säuberungsaktionen in der armenisch-aserbaidschanischen Grenzregion Sangesur. Aseris wurden unter anderem aus 20 Dörfern aus Sjunik vertrieben. Ter Minassian bediente sich der französischen Historikerin Anahide Ter Minassian (seine Schwiegertochter) zufolge der Verhandlungs- und Einschüchterungstaktik, in erster Linie jedoch dem Prinzip „Feuer und Stahl“ und gewalttätigen Methoden, um Muslime dazu zu „ermuntern“, Armenien zu verlassen. In seinem Bericht vom Juni 1919 warnte noch Anastas Mikojan, dass „die organisierte Vernichtung der muslimischen Bevölkerung in Armenien jede Zeit in einen Krieg mit Aserbaidschan münden könnte“.  
Von den 80 Abgeordneten des armenischen Parlaments waren 3 Aserbaidschaner. Angesichts des Krieges gegen Aserbaidschan wurden sie mit größtem Misstrauen betrachtet.

### Armenische SSR

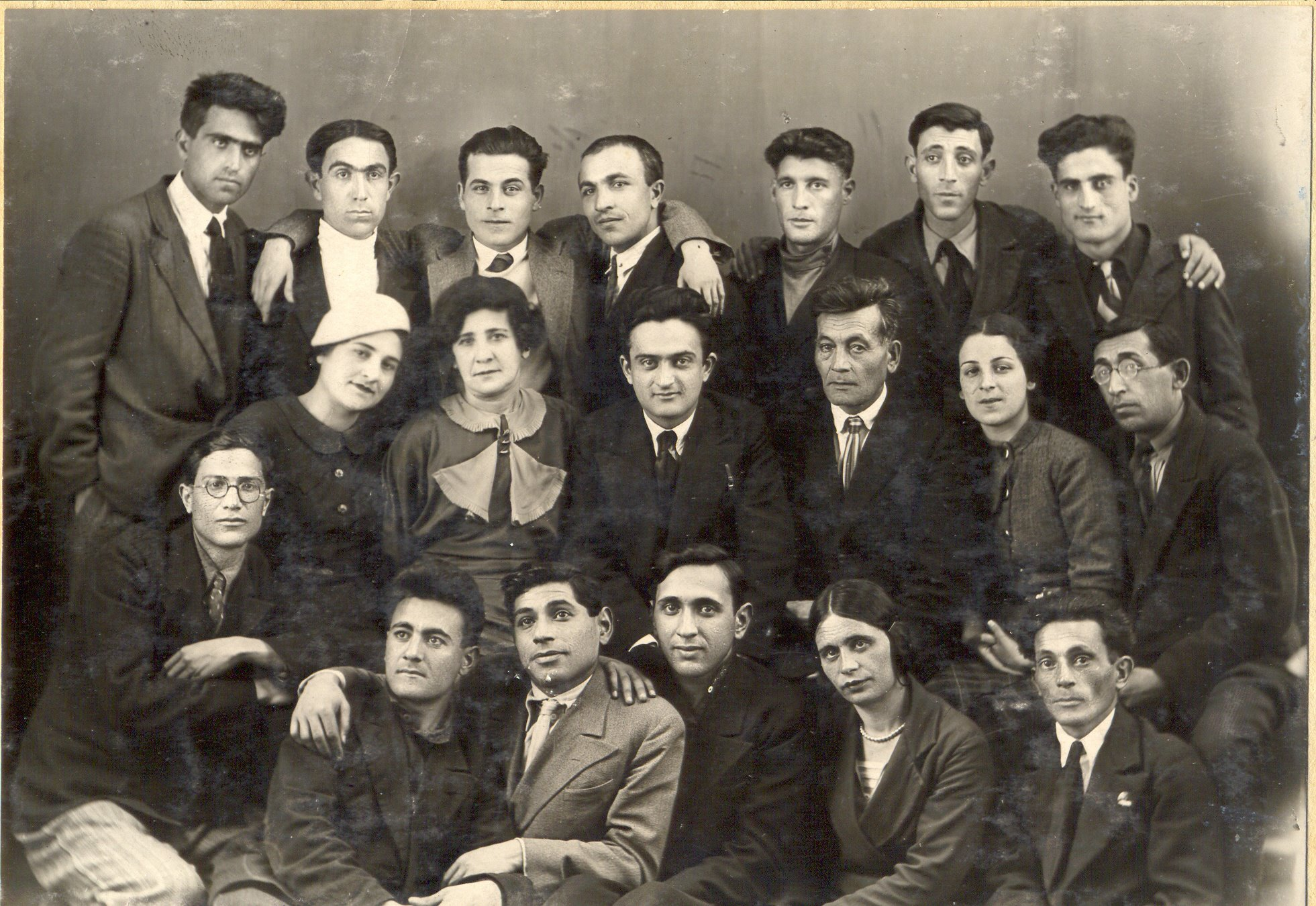
Aserbaidschanisches Theaterensemble in Jerewan, 1937

Ein Teil der vertriebenen bzw. geflohenen Aseris kehrte nach Errichtung der Sowjetherrschaft nach Armenien zurück. Nach der sowjetischen Volkszählung von 1926 lebten 84.705 Aseris in der Armenischen SSR, was 9,6 % der Bevölkerung ausmachte. 1939 waren es 131.896 Aseris in Armenien.
In den Jahren von 1934 bis 1944 war der Sänger Rashid Behbudov Solist bei den Jerewaner Philharmonikern und beim Armenischen Staatliche Jazz-Orchester. Darüber hinaus trat er am Armenischen Nationalen Akademischen Theater für Oper und Ballett auf. Der Theater- und Filmkritiker Sabir Rzayev, ein ethnischer Aseri aus Jerewan, war Gründer der Armenischen Filmstudios und Autor der ersten und einzigen Monographie über Filme in Sowjetarmenien.

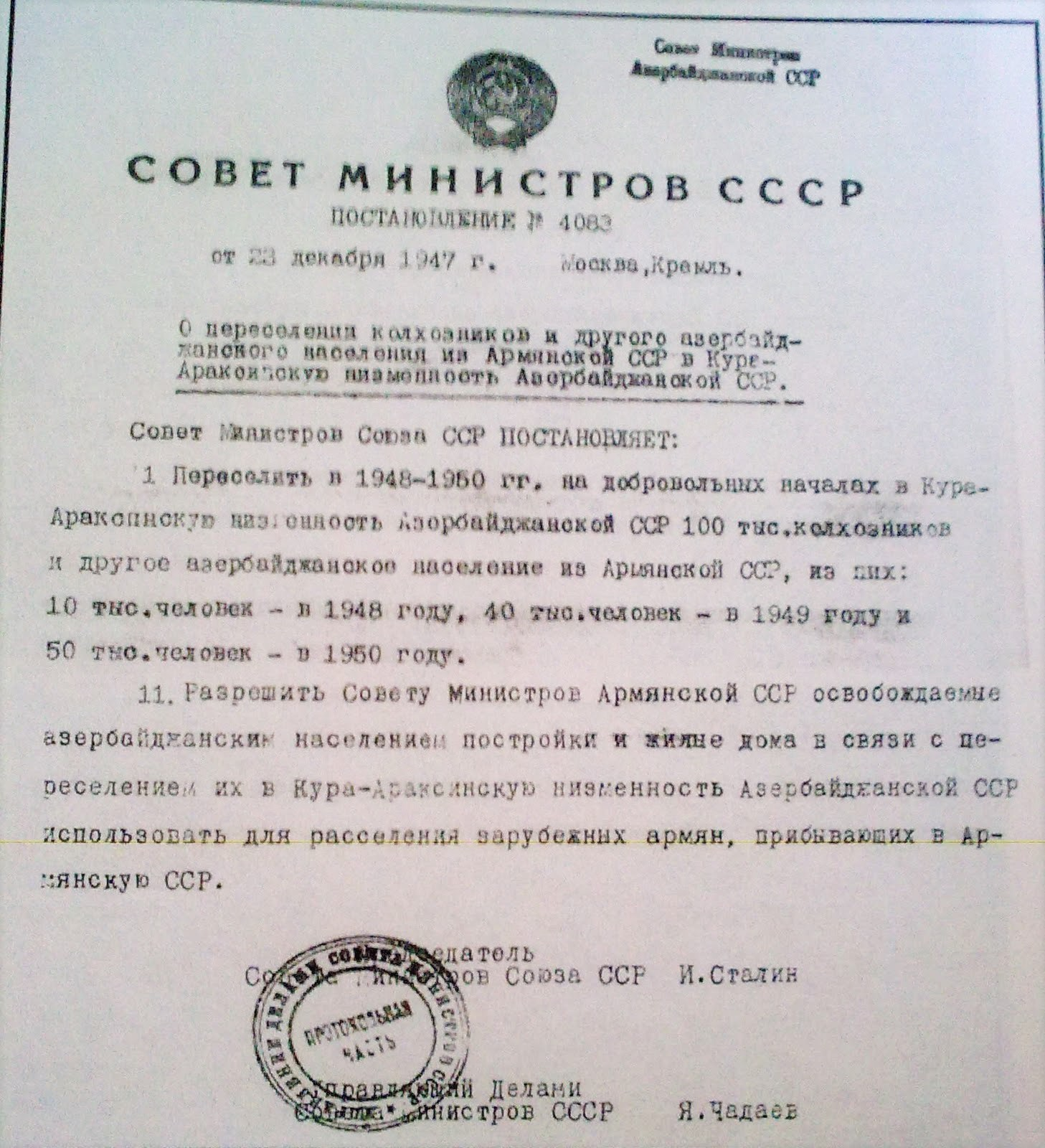
Von Stalin unterzeichnetes Dekret zur Umsiedlung von Aserbaidschanern aus der Armenischen SSR (Sjunik) und Ansiedlung von Armeniern aus der Diaspora (Syrien, Irak, Iran), 23. Dezember 1947

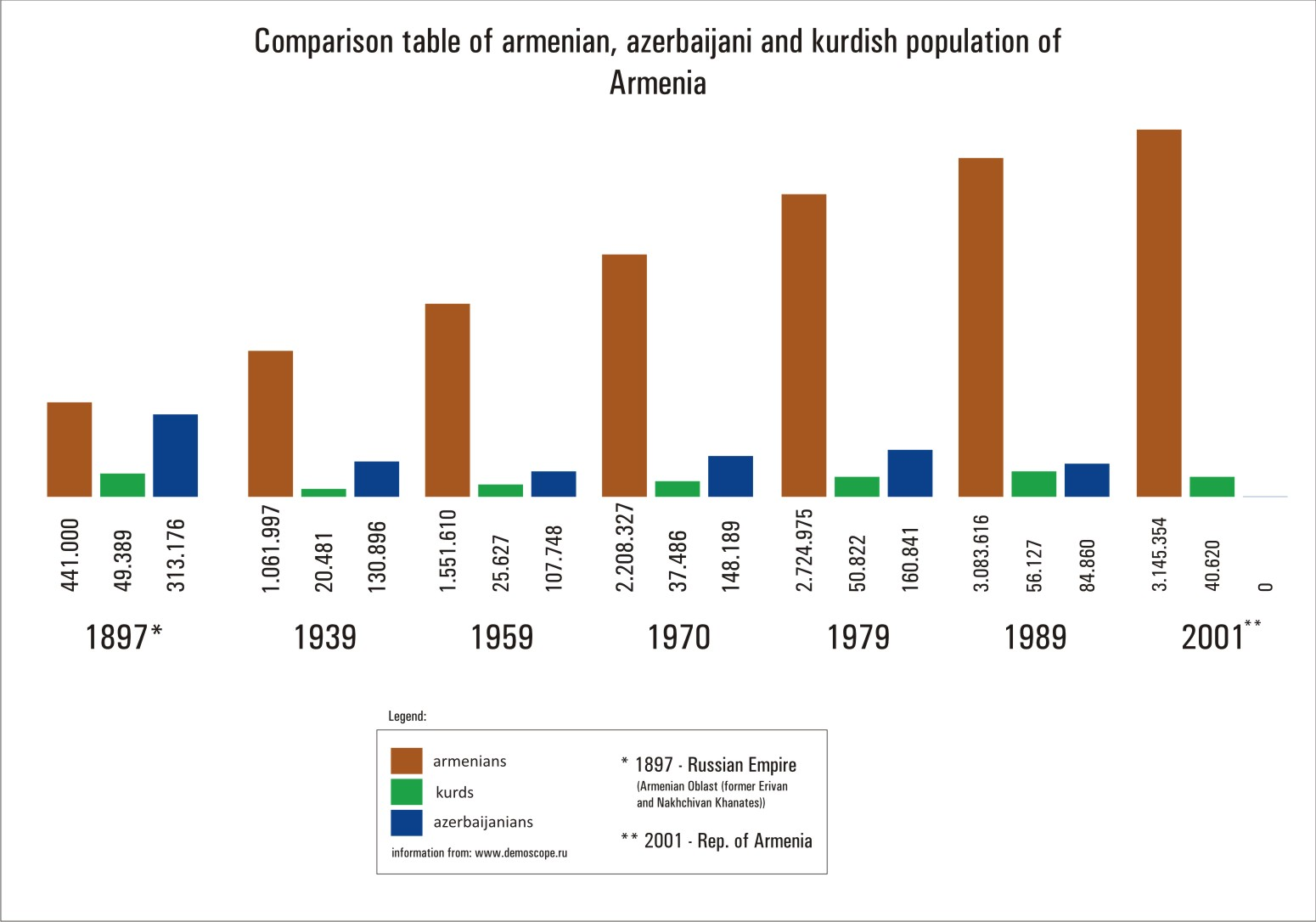
Ethnische Mehrheitsverhältnisse in Armenien 1897–2001

Nach dem Zweiten Weltkrieg bemühte sich die Führung der Armenischen SSR, Armenier aus der Diaspora nach Sowjetarmenien zu holen. Zehntausende Armenier aus Syrien (darunter auch die Familie des späteren Präsidenten Lewon Ter-Petrosjan), Irak und Iran folgten bis Anfang der 1950er Jahre dem Ruf. 1947 gelang es Grigor Harutjunjan, dem Ersten Sekretär der KPdSU in der Armenischen SSR, den Ministerrat der UdSSR davon zu überzeugen, durch Umsiedlung von Aserbaidschanern aus Armenien nach Aserbaidschan Siedlungsraum für die Neuankömmlinge in Sowjetarmenien zu schaffen. Der Ministerrat beschloss einen „Erlass über die Umsiedlung von Genossenschaftsbauern und anderer aserbaidschanischer Bevölkerung aus der Armenischen SSR in die Kura-Aras-Niederung der Aserbaidschanischen SSR“ (Указ о переселении колхозников и другого азербайджанского населения из Армянской ССР в Кура-Араксинскую низменность Азербайджанской ССР). Auf Grundlage des Erlasses wurden in den Jahren von 1948 bis 1951 etwa 100.000 Aserbaidschaner aus Armenien auf „freiwilliger Basis“ nach Zentral-Aserbaidschan umgesiedelt. Heute wird die Umsiedlung von offiziellen aserbaidschanischen Stellen als zwangsweise „Deportation“ bezeichnet. Die Anzahl der Aseris in Sowjetarmenien betrug danach laut offizieller Volkszählung von 1959 nur noch 107.748. In Jerewan machten die Aseris 1959 nur noch 0,7 % der Bevölkerung aus. Laut Zensus von 1979 lebten aber wieder 160.841 Aseris, 5,3 % der Bevölkerung, in Sowjetarmenien. So bildeten die Aserbaidschaner in Armenien in den 1980er Jahren die stärkste ethnische Minderheit der Armenischen SSR.
Die Aseris in der Armenischen SSR waren insbesondere in der Landwirtschaft und im Lebensmittelhandel tätig und hatten daher großen Einfluss auf dem Grünen Basar, was bei Lebensmittelknappheit zu Konflikten mit der armenischen Mehrheitsbevölkerung führte.
Die sowjetischen Behörden ermöglichten den Aseris in Armenien bis zum Ende der Sowjetunion, Schulen mit aserbaidschanischer Unterrichtssprache zu besuchen. Von den 160.841 Aseris in Armenien im Jahre 1979 sprachen 16.164 (10 %) Armenisch und 15.879 (9,9 %) Russisch als Zweitsprache.
Im urbanen Milieu Jerewans gab es häufiger ethnisch gemischte aserbaidschanisch-armenische Ehen, aus denen russischsprachige Familien hervorgingen. Die aserbaidschanischen Schüler in Jerewan besuchten meist russischsprachige Schulen. Die Aseris in Jerewan lebten mit ihren armenischen Nachbarn friedlich zusammen, und Erwachsene wie Kinder hatten auf Grund der gemeinsamen russischen Sprache keine Sprachbarrieren, ähnlich wie dies bei den Aseris und Armeniern in Baku der Fall war.

### Bergkarabachkonflikt
1987 forderte die armenische Führung der Autonomen Oblast Bergkarabach den Anschluss an die Armenische SSR. Dies wurde sowohl von der Führung der Aserbaidschanischen SSR als auch der Sowjetunion in Moskau zurückgewiesen. Es folgten Demonstrationen zunächst in Bergkarabach und Armenien, später unter umgekehrtem Vorzeichen in Aserbaidschan. Sowohl in Armenien als auch in Aserbaidschan kam es zu Gewalttätigkeiten gegen die jeweilige Minderheitsbevölkerung.
Am 25. Januar 1988 erreichte eine erste Welle aserbaidschanischer Flüchtlinge aus Armenien die Stadt Sumgait. Ende Februar 1988 kam es zum Pogrom in Sumgait, an dem sich aus Armenien geflohene Aseris maßgeblich beteiligten und bei dem nach offiziellen Angaben 26 Armenier und sechs Aseris, wahrscheinlich jedoch bis zu 200 Menschen ums Leben kamen. So kam es zu einer gegenseitigen Massenflucht aus den beiden Ländern. Am 23. März 1988 lehnte das Präsidium des Obersten Sowjets der UdSSR die Forderungen Bergkarabachs nach Anschluss an Armenien endgültig ab. In Jerewan wurden sowjetische Truppen stationiert. In anderen armenischen Orten kam es zu Angriffen auf Aseris. Im Rajon Ararat wurden am 25. März 1988 vier Aseri-Dörfer niedergebrannt. Am 11. Mai flohen nach gewalttätigen Auseinandersetzungen weitere zahlreiche Aseris aus der Oblast Ararat nach Aserbaidschan. Am 7. Juni 1988 wurden die Aseris aus der Stadt Masis an der armenisch-türkischen Grenze vertrieben, am 20. Juni 1988 aus 5 weiteren Aseri-Dörfern im Rajon Ararat. Eine weitere Flüchtlingswelle von Aseris aus Armenien folgte im November 1988, wobei es auch zu Todesopfern kam. Nach armenischen Angaben starben 25 Aseris, davon 20 in Gugark in der Provinz Lori. Aserbaidschanische Stellen sprachen dagegen von 217 umgekommenen Aseris.
Allerdings gab es auch in dieser Zeit nationalistischer Spannungen Fälle von Kooperation. So organisierten im Jahre 1988 Aseris in Jerewan und Armenier in Baku den Tausch von Wohnungen, da sie spürten, dass die Zeit des multikulturellen Zusammenlebens zu Ende ging, und es kam zu einem selbst organisierten Bevölkerungsaustausch.
In den Jahren von 1988 bis 1991 flohen nahezu alle bis dahin verbliebenen Aseris aus Armenien nach Aserbaidschan, etwa im selben Zeitraum, in dem die letzten Armenier aus den nicht von den Karabach-Armeniern kontrollierten Gebieten Aserbaidschans nach Armenien flohen. Die Anzahl der aus Armenien geflohenen Aseris ist schwer zu bestimmen, da bei der letzten Volkszählung der UdSSR im Jahre 1989 der Bergkarabachkonflikt bereits in vollem Gange war. So betrug der Anteil der einst zahlreichen Aseris in Jerewan im Jahre 1989 nur noch 0,1 %. Schätzungen des UNHCR belaufen sich auf knapp 200.000 Aseris, die 1988 in Armenien lebten und während des Bergkarabachkonflikts praktisch vollständig nach Aserbaidschan flohen. Zu diesen Zahlen kommen allerdings auch noch aus Armenien geflüchtete Muslime, die keine Aseris waren. Die aserbaidschanischen Behörden haben voneinander abweichende Zahlen zwischen 200.000 und 250.000 genannt, doch neigen sie aus politischen Gründen dazu, sie mit den Binnenvertriebenen aus Bergkarabach und den umliegenden Gebieten zu kombinieren, um so auf eine Anzahl von insgesamt über einer Million Flüchtlingen und Binnenvertriebenen in Aserbaidschan zu kommen – eine Höhe, die von Fachseite verneint wird und eher bei grob 800.000 Menschen anzusiedeln ist, davon rund 570.000 Binnenflüchtlingen.

## Heutiger Status in der Republik Armenien
Der Historiker Suren Hobosjan vom Armenischen Institut für Archäologie und Ethnographie schätzte im Jahre 2001 die Anzahl der Menschen aserbaidschanischer Herkunft in Armenien auf 300 bis 500 Menschen, meist Abkömmlinge gemischter Ehen und nur etwa 60 bis 100 mit gänzlich aserbaidschanischer Herkunft. In einer anonymen Fallstudie mit 15 Menschen mit aserbaidschanischen Vorfahren (13 mit gemischter armenisch-aserbaidschanischer und 2 mit voller aserbaidschanischer Abstammung), durchgeführt 2001 von der Internationalen Organisation für Migration mit Unterstützung des Armenischen Soziologischen Vereins in Jerewan, Meghri, Sotq (früher Zod) und Avazan (früher Göysu) erklärten 12 Befragte, sie verbargen in der Öffentlichkeit ihre aserbaidschanischen Wurzeln so weit wie möglich, und nur 3 bekannten sich als Aseri. 13 von 15 Befragten bezeichneten sich als Christen und keiner als Muslim. Nach offiziellen Angaben von 2001 lebten in Armenien 29 Aseris. Hranusch Charatjan, Leiterin der Abteilung für Nationale Minderheiten und Religionsangelegenheiten der Republik Armenien, erklärte im Februar 2007, es gebe in Armenien noch immer ethnische Aserbaidschaner. Sie kenne viele von ihnen, könne jedoch keine Zahlenangaben machen. Da Armenien eine entsprechende UN-Konvention unterzeichnet habe, dürfe der Staat keine statistischen Angaben über gefährdete Gruppen veröffentlichen. Einige scheuten sich, über ihre Herkunft zu sprechen, während andere dies eher täten. Sie habe mit einigen Aseris in Armenien gesprochen, die jedoch noch nicht den Willen hätten, eine ethnische Gemeinschaft zu bilden.

## Kulturelles Erbe

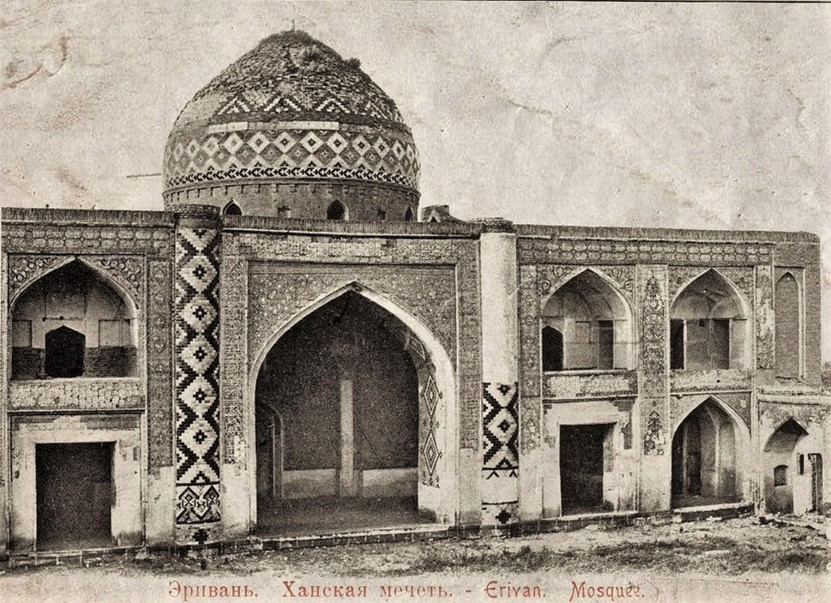
Die um 1810 erbaute Abbas-Mirza-Moschee in Eriwan

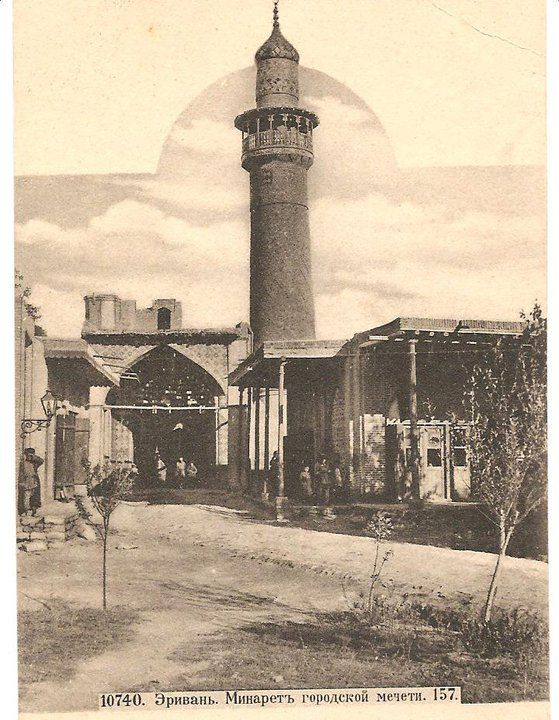
Minarett der Stadtmoschee in Eriwan

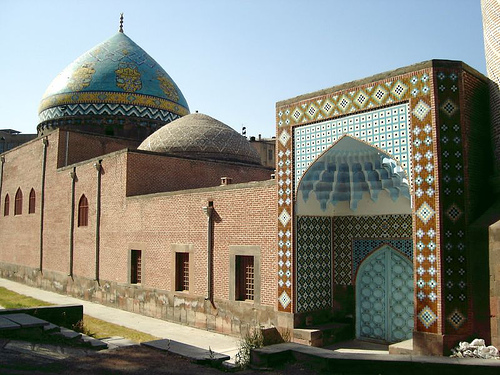
Blaue Moschee (Jerewan)

Laut dem „Kaukasischen Kalender“ (Jahrbuch) des russischen Namestnik (наместник) von Transkaukasien für das Jahr 1870 gab es in der Gubernija Eriwan 269 schiitische Moscheen. In der Hauptstadt Eriwan gab es laut der russischen Enzyklopädie Brockhaus-Efron zur Jahrhundertwende neben 2 orthodoxen und 6 armenisch-apostolischen Kirchen 7 schiitische Moscheen, aber keine sunnitische.
Laut Iwan Iwanowitsch Schopen (Иван Иванович Шопен, 1798–1870) gab es Mitte des 19. Jahrhunderts in Jerewan (neben 6 armenisch-apostolischen Kirchen) acht Moscheen:
- Abbas-Mirza-Moschee (in der Festung Eriwan)
- Mohammad-Khan-Moschee (in der Festung Eriwan)
- Zali-Khan-Moschee
- Schah-Abbas-Moschee
- Novruz-Ali-Beg-Moschee
- Sartip-Khan-Moschee
- Blaue Moschee
- Hadschi-Imam-Wardi-Moschee
- Hadschi-Dschafar-Beg-Moschee (Hadschi Nasrollah Beg)[61][62]

Nach dem Anschluss Jerewans an das Russische Reich 1828 wurde die 1582 von den Türken errichtete Hauptmoschee in der Festung Eriwan auf Befehl des russischen Generals Iwan Paskewitsch in eine orthodoxe Kirche umgewandelt und am 6. Dezember 1827 als Kirche der Fürbitte der Heiligen Muttergottes geweiht.
Unter Josef Stalin wurden in den 1930er Jahren die meisten Moscheen, aber auch Kirchen der Stadt Jerewan abgerissen und durch weltliche Gebäude ersetzt.
Nach der Abwanderung und Flucht fast aller Muslime aus Armenien während des Bergkarabachkonflikts von 1988 bis 1994 verwaisten die bis dahin verbliebenen Moscheen. Spuren der ehemaligen muslimischen beziehungsweise aserbaidschanischen Präsenz wurden mehr oder weniger beseitigt. So berichtet etwa Thomas de Waal von einer kleinen Moschee an der Vardanants-Straße in der Stadtmitte Jerewans, die nach der Flucht der muslimischen Gläubigen aus der Stadt um das Jahr 1990 mit Bulldozern zerstört wurde und auf die in der Stadt nicht hingewiesen wird. De Waal erkannte die Baulücke und befragte eine Nachbarin, die sich erinnerte. Zerstörungen dieser Art wurden damit gerechtfertigt, dass die Aseris dasselbe mit armenischen Kirchen in Aserbaidschan taten. So wird beispielsweise die armenische Soziologin Ljudmila Harutjunjan zitiert, dass die Armenier Taten der Aseris gegen die Armenier mit etwa gleichartigen Taten beantworteten, doch dass das Trauma des Völkermords an den Armeniern keinen Platz für ein Gedenken an diese eigenen Taten lasse.
Die einzige heute noch als solche genutzte Moschee ist die schiitische Blaue Moschee in Jerewan, die in sowjetischer Zeit als Stadtmuseum diente. Wie die meisten Moscheen in Jerewan und ganz Ostarmenien wurde sie in der Zeit der persischen Herrschaft errichtet und wird deshalb auch als „Persische Moschee Jerewans“ bezeichnet. Da die einst hierher kommenden schiitischen Gläubigen überwiegend turksprachig (ethnische Aseris) waren, wird diese Bezeichnung von aserbaidschanischer Seite als linguistische Tilgung der aserbaidschanischen Vergangenheit gewertet, denn eigentlich müsse sie „aserbaidschanische Moschee“ heißen.